# John Witt
John Witt (ur. 12 listopada 1961) – amerykański narciarz, specjalista narciarstwa dowolnego. Jego największym sukcesem jest srebrny medal w kombinacji wywalczony podczas mistrzostw świata w Tignes. Nigdy nie startował na igrzyskach olimpijskich. Najlepsze wyniki w Pucharze Świata osiągnął w sezonie 1986/1987, kiedy to zajął drugie miejsce w klasyfikacji generalnej i klasyfikacji kombinacji. W sezonie 1985/1986 zajął trzecie miejsce w klasyfikacji generalnej i drugie w klasyfikacji kombinacji. Był także drugi w klasyfikacji kombinacji w sezonie 1987/1988.
W 1988 r. zakończył karierę.

## Osiągnięcia

### Mistrzostwa świata
| Miejsce | Dzień    | Rok  | Miejscowość | Konkurencja        | Zwycięzca      |
| ------- | -------- | ---- | ----------- | ------------------ | -------------- |
| 10.     | 2 lutego | 1986 | Tignes      | Jazda po muldach   | Éric Berthon   |
| 22.     | 4 lutego | 1986 | Tignes      | Skoki akrobatyczne | Lloyd Langlois |
| 2.      | 6 lutego | 1986 | Tignes      | Kombinacja         | Alain LaRoche  |
| 11.     | 6 lutego | 1986 | Tignes      | Balet narciarski   | Richard Schabl |

### Puchar Świata

#### Miejsca w klasyfikacji generalnej
- sezon 1983/1984: 11.
- sezon 1984/1985: 5.
- sezon 1985/1986: 3.
- sezon 1986/1987: 2.
- sezon 1987/1988: 4.

#### Miejsca na podium
1. Breckenridge – 20 stycznia 1984 (Jazda po muldach) – 1. miejsce
2. Oberjoch – 3 marca 1985 (Kombinacja) – 2. miejsce
3. Mont Gabriel – 12 stycznia 1986 (Kombinacja) – 1. miejsce
4. Breckenridge – 23 stycznia 1986 (Kombinacja) – 3. miejsce
5. Breckenridge – 25 stycznia 1986 (Kombinacja) – 2. miejsce
6. Voss – 9 marca 1986 (Kombinacja) – 3. miejsce
7. Tignes – 21 grudnia 1986 (Kombinacja) – 2. miejsce
8. Mont Gabriel – 11 stycznia 1987 (Kombinacja) – 1. miejsce
9. Lake Placid – 22 stycznia 1987 (Kombinacja) – 3. miejsce
10. Calgary – 1 lutego 1987 (Kombinacja) – 2. miejsce
11. Voss – 1 marca 1987 (Kombinacja) – 1. miejsce
12. Oberjoch – 8 marca 1987 (Kombinacja) – 2. miejsce
13. La Clusaz – 27 marca 1987 (Kombinacja) – 2. miejsce
14. La Plagne – 20 grudnia 1987 (Kombinacja) – 2. miejsce
15. Mont Gabriel – 10 stycznia 1988 (Kombinacja) – 2. miejsce
16. Breckenridge – 24 stycznia 1988 (Kombinacja) – 1. miejsce
17. Inawashiro – 31 stycznia 1988 (Kombinacja) – 2. miejsce
18. Oberjoch – 6 marca 1988 (Kombinacja) – 2. miejsce
19. La Clusaz – 12 marca 1988 (Kombinacja) – 2. miejsce
20. La Clusaz – 13 marca 1988 (Kombinacja) – 2. miejsce
21. Hasliberg – 20 marca 1988 (Kombinacja) – 3. miejsce

- W sumie 5 zwycięstw, 12 drugich i 4 trzecie miejsca.